# Сельское поселение «Мирсановское»
Се́льское поселе́ние «Мирсановское» — муниципальное образование в Шилкинском районе Забайкальского края Российской Федерации.
Административный центр — село Мирсаново.

## История
Статус и границы сельского поселения установлены Законом Читинской области от 19 мая 2004 года «Об установлении границ, наименований вновь образованных муниципальных образований и наделении их статусом сельского, городского поселения в Читинской области».

## Население
| 2010 | 2011 | 2012 | 2013 | 2014 | 2015 | 2016 |
| ---- | ---- | ---- | ---- | ---- | ---- | ---- |
| 847  | ↘846 | ↘833 | ↘824 | ↘810 | ↘807 | ↘805 |
| 2017 | 2018 | 2019 | 2020 | 2021 |      |      |
| ↘800 | ↘794 | ↘786 | ↘776 | ↘679 |      |      |

## Состав сельского поселения
| № | Населённый пункт | Тип населённого пункта       | Население |
| - | ---------------- | ---------------------------- | --------- |
| 1 | Апрелково        | село                         | ↘16       |
| 2 | Кибасово         | село                         | ↘157      |
| 3 | Мирсаново        | село, административный центр | ↘578      |

### Упразднённые населённые пункты
Апрелково — упразднённый в 2000 году прииск (тип населённого пункта).